# 魏純粹
魏純粹（1567年—1615年），字乾仲，號見玄，直隶真定府趙州柏乡县人。明朝政治人物、進士出身。

## 生平
万历二十二年（1594年）甲午科五十六名舉人，萬曆三十二年（1604年）登甲辰科進士，任河南阳武县知縣，其地即古博浪沙之地，瀕臨黃河，岁暵立四，则为蠲减。魏純粹摘发吏奸，申十议以省耗息，积困以苏。朱庄之役，督五千人早竣，而以羡金八百犒众，河皆南徙，人谓精诚有以格之。易城以砖，立法讥察。又为招流傭，斥科罚，编审户田，民受其利。
万历三十六年（1608年），以高等调永城縣，陽武縣民为其立祠祭祀。永城正当黃河決口之後不久，田芜民徙，萑苻爲警，陈弭盗六议，议开荒十二政，曰「浚河渠，筑城堡，收逃地，抚流民，议分耕，责总领，折谷石，纳草根，早还牛，严亩限，专委任，缓徵解」，倣古井田法，并渠井都堡为均田给牛饷，垦田三千顷，麦秀两岐，民为之歌曰：「永清堡，北岗后，半亩麦打五六斗，麦穗長皆双偶，魏公之德真不朽。」又歌曰：「永清堡，北冈下，阿婆拍手喜相迓。麦秀双，真堪讶，魏公来时我有稼。」一时御史中丞及直指奏河南治平第一。三十七年己酉分校乡闈，所得皆名士。入觐，廪胥以剩金四千爲请，粹叱而籍诸库。
萬曆三十八年庚戌，擢山西道監察御史，条议皆中时弊。萬曆四十年（1612年）壬子秋，闻父病，坚乞归侍，上疏道：「有子而不奔父之急，世间安容此子；有臣而不尽子之道，皇上安用此臣。」拜疏即行，归里年馀，以疾卒。祀乡贤。

## 家族
长子魏柏祥，第七子魏櫆祥，潮州府知府。孫魏裔鲁，山東盐运使。魏裔介，順治三年進士，官至太子太保、都察院左都御史、吏部尚书、保和殿大學士兼礼部尚书、太子太傅、谥文毅。魏裔讷，桃源县知县。魏裔慤，平凉府知府。
父魏大成，赠大學士。